# Renato Gotti
Pour les articles homonymes, voir Gotti.
Renato Gotti, né à Almenno San Salvatore, le 28 juillet 1964, est un coureur de fond Italien. Il a remporté deux médailles de bronze aux championnats du monde de course en montagne. Il est également double champion d'Italie du 5 000 mètres.

## Biographie
Renato s'illustre dans un premier dans la discipline de course en montagne. Engagé sur le parcours court au Trophée mondial de course en montagne 1986 à Morbegno, il effectue une solide course derrière le duel en tête entre Maurizio Simonetti et Fausto Bonzi et termine sur la troisième marche podium.
L'année suivante, il est à nouveau au départ du parcours court à Lenzerheide. Renato se retrouve à la lutte avec son compatriote Luigi Bortoluzzi pour la deuxième marche du podium derrière le favori Fausto Bonzi. Luigi parvient à prendre l'avantage pour 3 secondes et Renato décroche à nouveau la médaille de bronze.
Renato se spécialise ensuite en cross-country et sur piste, en particulier sur la distance du 5 000 mètres. En 1990, il remporte le titre de champion d'Italie de la discipline à Pescara. Lors des championnats d'Italie d'athlétisme 1992 à Bologne, il termine deuxième du 5 000 mètres derrière Filippo Paita. Ce dernier est ensuite disqualifié pour avoir gêné un adversaire et Renato est déclaré champion.
Il devient par la suite entraîneur spécialisé en course en montagne et prend sous son aile de nombreux talents dont notamment Marco De Gasperi, Sergio Chiesa, Andrea Regazzoni, Rosita Rota Gelpi, Valentina Belotti ou encore Nadir Cavagna.

## Palmarès

### Course en montagne
| no | masculin           | Course                                                 | Longueur | Départ         | Temps       |
| -- | ------------------ | ------------------------------------------------------ | -------- | -------------- | ----------- |
| 3e | Médaille de bronze | Trophée mondial de course en montagne - Parcourt court | 10,95 km | 5 octobre 1986 | 46 min 40 s |
| 3e | Médaille de bronze | Trophée mondial de course en montagne - Parcourt court | 8,9 km   | 23 août 1987   | 43 min 49 s |

### Route/cross
| Année | Compétition                            | Lieu                | Place | Épreuve          | Temps          |
| ----- | -------------------------------------- | ------------------- | ----- | ---------------- | -------------- |
| 1988  | Ponte in Fiore                         | Ponte in Valtellina | 3e    | Course populaire | 29 min 28 s    |
| 1990  | Montefortiana Turà                     | Monteforte d'Alpone | 3e    | Course populaire | 30 min 25 s    |
| 1990  | Cross della Vallagarina                | Villa Lagarina      | 3e    | Cross-country    | 27 min 48 s    |
| 1992  | Championnats du monde de cross-country | Boston              | 29e   | Cross-country    | 38 min 1 s     |
| 1992  | Championnats d'Italie de semi-marathon | Vérone              | 2e    | Semi-marathon    | 1 h 4 min 32 s |
| 1997  | Montefortiana Turà                     | Monteforte d'Alpone | 2e    | Course populaire | 30 min 55 s    |

### Piste
| Année | Compétition                        | Lieu    | Place | Épreuve | Temps          |
| ----- | ---------------------------------- | ------- | ----- | ------- | -------------- |
| 1990  | Championnats d'Italie d'athlétisme | Pescara | 1er   | 5 000 m | 13 min 57 s 14 |
| 1992  | Championnats d'Italie d'athlétisme | Bologne | 1er   | 5 000 m | 13 min 39 s 08 |

## Records
| Épreuve       | Épreuve       | Performance    | Date             | Lieu                |
| ------------- | ------------- | -------------- | ---------------- | ------------------- |
| 3 000 mètres  | Plein air     | 7 min 46 s 47  | 11 août 1991     | Grosseto            |
| 3 000 mètres  | En salle      | 7 min 56 s 78  | 7 février 1993   | Stuttgart           |
| 5 000 mètres  | 5 000 mètres  | 13 min 32 s 64 | 13 août 1990     | Grosseto            |
| 10 000 mètres | 10 000 mètres | 29 min 21 s 5  | 30 avril 1989    | Broni               |
| 10 kilomètres | 10 kilomètres | 28 min 56 s    | 31 décembre 1990 | Bolzano             |
| 10 miles      | 10 miles      | 49 min 17 s    | 10 août 1996     | Navazzo di Gargnano |
| Semi-marathon | Semi-marathon | 1 h 4 min 32 s | 8 septembre 1996 | Vérone              |